# پوند آلدرنی
پوند آلدرنی (به انگلیسی: Alderney pound) یکای پول است که به عنوان یادبود و یادگاری در دسترس گردشگران در آلدرنی قرار می‌گیرد. در آلدرنی به‌طور متداول از پوند استرلینگ و پوند گرنزی استفاده می‌شود.

## جستارهایی وابسته
- فهرست یکای پول رایج کشورها